# مادام سال-تی-وان
مادام سال-تی-وان (انگلیسی: Madame Sul-Te-Wan؛ ‏۷ مارس ۱۸۷۳ – ۱ فوریهٔ ۱۹۵۹) یک هنرپیشه اهل ایالات متحده آمریکا بود.

## گزیده فیلمشناسی
| سال  | عنوان                       | نقش                                        | توضیحات                                                            |
| ---- | --------------------------- | ------------------------------------------ | ------------------------------------------------------------------ |
| ۱۹۱۵ | تولد یک ملت                 | زن سیاهپوست (Dr. Cameron's taunter)        | در عنوان بندی نیامده                                               |
| ۱۹۱۶ | تعصب (فیلم ۱۹۱۶)            | Girl at Marriage Market (Babylonian Story) | در عنوان بندی نیامده                                               |
| ۱۹۲۲ | قتل شبه‌عمد (فیلم ۱۹۲۲)      | Prison Inmate                              | در عنوان بندی نیامده                                               |
| ۱۹۲۷ | کالج (فیلم ۱۹۲۷)            | Cook                                       | در عنوان بندی نیامده                                               |
| ۱۹۳۰ | سارا و پسرش                 | Ashmore's Maid                             | در عنوان بندی نیامده                                               |
| ۱۹۳۳ | کینگ کونگ (فیلم ۱۹۳۳)       | Native Handmaiden                          | در عنوان بندی نیامده                                               |
| ۱۹۳۴ | ماه سیاه (فیلم ۱۹۳۴)        | Ruva                                       |                                                                    |
| ۱۹۳۴ | تقلید زندگی (فیلم ۱۹۳۴)     | Black Cook                                 | در عنوان بندی نیامده                                               |
| ۱۹۳۶ | سان‌فرانسیسکو (فیلم ۱۹۳۶)    | Earthquake Survivor                        | در عنوان بندی نیامده                                               |
| ۱۹۳۷ | در شیکاگوی قدیم             | Hattie                                     | Credited as Madame Sultewan                                        |
| ۱۹۳۸ | کنتاکی (فیلم)               | Lily                                       |                                                                    |
| ۱۹۴۰ | مریلند (فیلم ۱۹۴۰)          | Naomi                                      | در عنوان بندی نیامده                                               |
| ۱۹۴۱ | پادشاه زامبی‌ها              | Tahama, the Cook and High Priestess        |                                                                    |
| ۱۹۴۱ | سفرهای سولیوان              | Church harmonium player                    | در عنوان بندی نیامده                                               |
| ۱۹۴۹ | جو یانگ قدرتمند (فیلم ۱۹۴۹) | Young family servant                       | در عنوان بندی نیامده Alternative title: Mr. Joseph Young of Africa |
| ۱۹۵۴ | کارمن جونز                  | Hagar - Carmen's Grandmother               | در عنوان بندی نیامده                                               |
| ۱۹۵۸ | بوکانیر (فیلم ۱۹۵۸)         | Good Luck Charm Vendor                     |                                                                    |